# Teatro de Dionísio

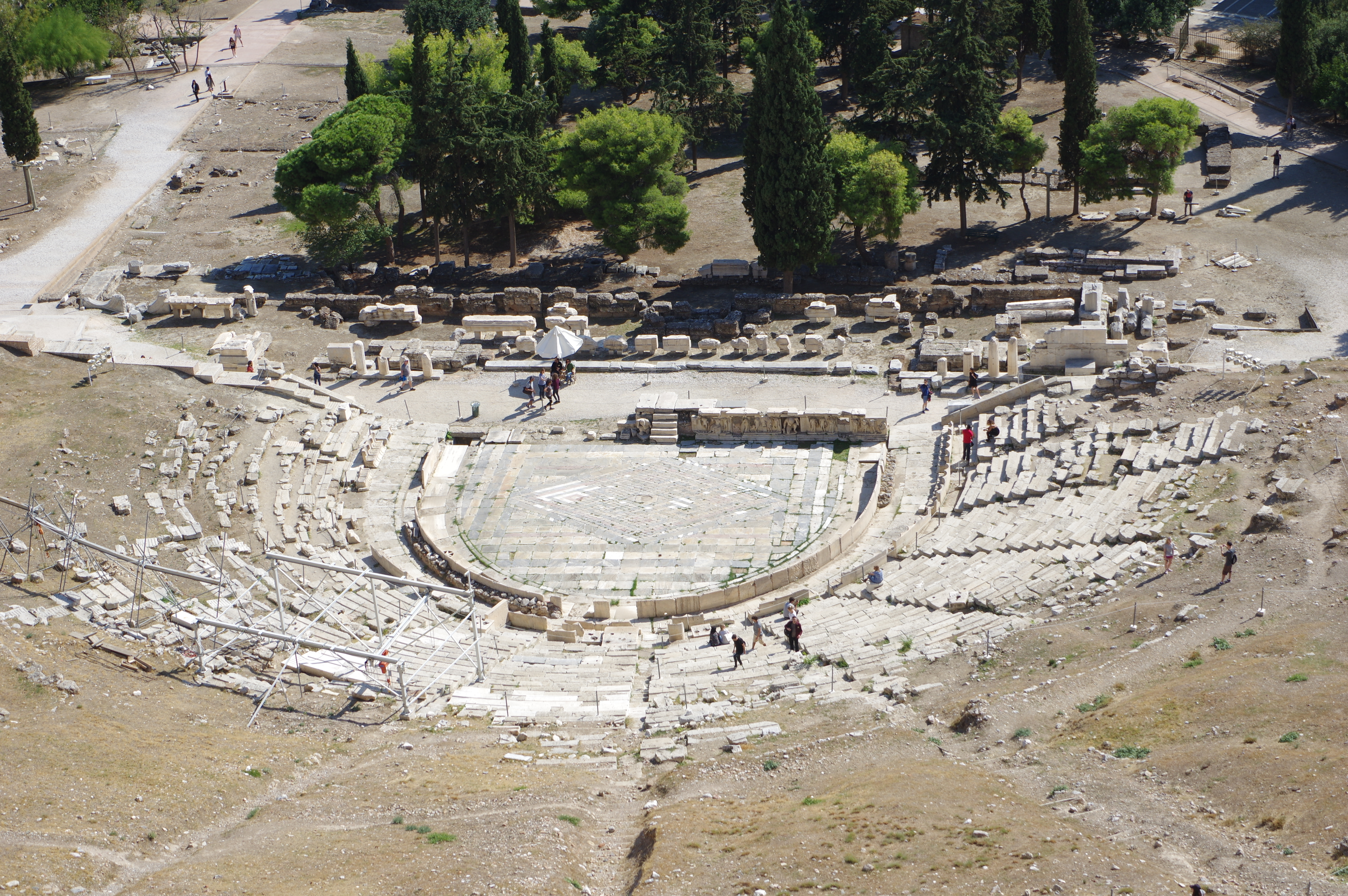
O Teatro de Dionísio, visto do alto da Acrópole, com parte da moderna Atenas ao fundo

O Teatro de Dionísio foi o mais importante dos teatros da Grécia antiga, é considerado o berço do teatro ocidental e da tragédia. Situa-se na encosta sul da Acrópole de Atenas.
Seu nome é devido a Dioniso, deus do vinho. Nas grandes festas anuais em sua honra é que os cantos rituais, as danças e os sacrifícios rituais resultaram em representações teatrais.
Foi lá que foram apresentadas as célebres tragédias clássicas de Ésquilo, Sófocles e Eurípedes.

## História
O teatro fazia parte do santuário de Dionísio, que se estendia ao sul da Acrópole, e foi construído no século V a.C.. No princípio tinha apenas um local para a orquestra, em terra batida, um palco construído em madeira e os espectadores se acomodavam nas encostas naturais do terreno. Em 410 a.C. foram construídas arquibancadas em madeira.
A construção em pedra, que ainda podemos admirar hoje em dia, é de cerca de 330 a.C. Arquibancadas de pedra substituíram as de madeira, uma cena e uma orquestra de mármore foram acrescentadas.

## Arquitetura

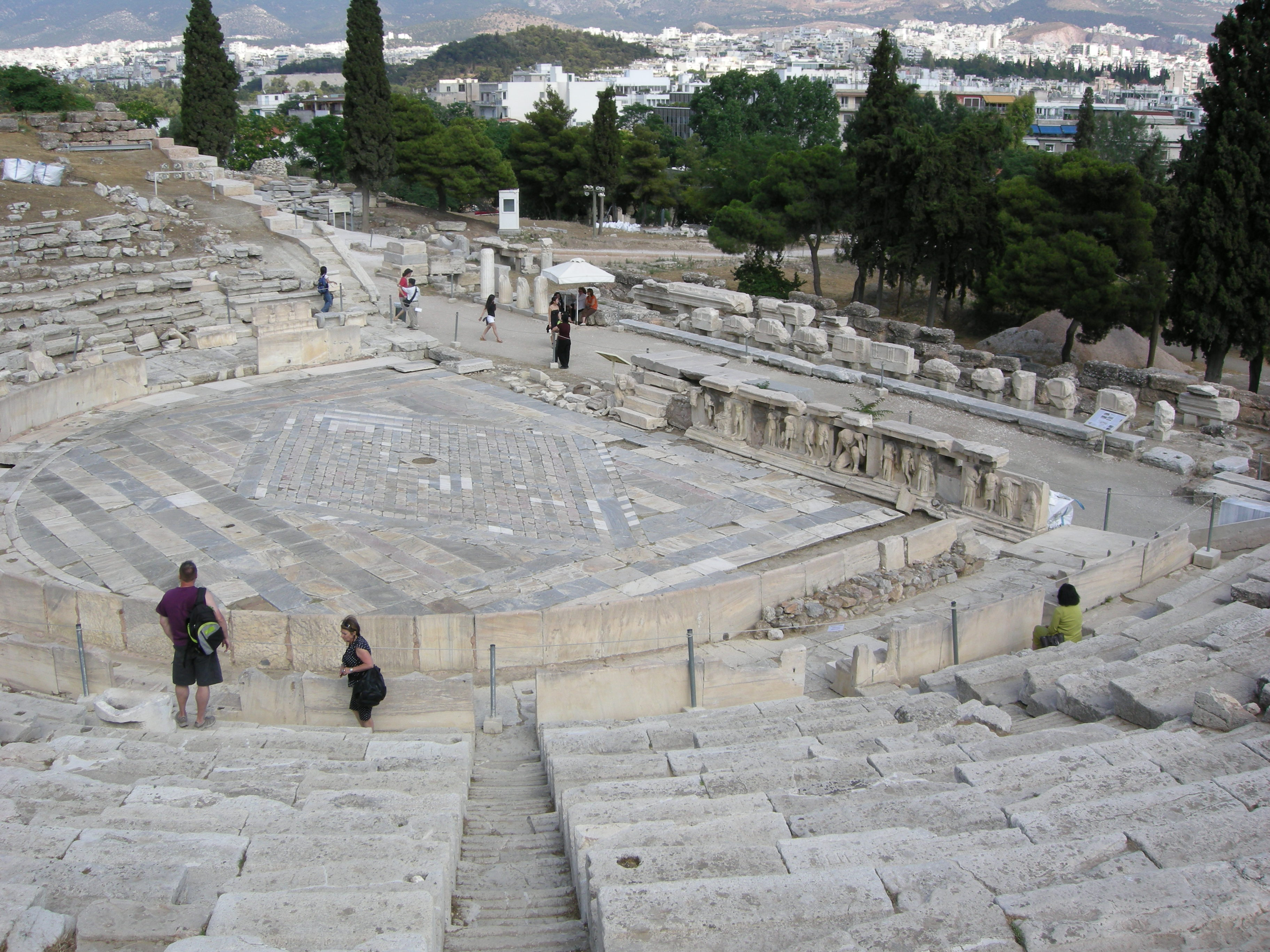
O imperador romano Nero mandou restaurar o teatro

O teatro possuí 78 fileiras de assentos em pedra e oferece lugar para 17.000 espectadores. A primeira fileira, com 67 lugares em mármore, era reservada aos dignitários presentes. O koilon está disposto em semi-círculo ao redor da  primeira orquestra, onde aconteciam as danças e cantos do coro. No meio da orquestra havia um altar, onde eram oferecidos sacrifícios ao deus. Os atores atuavam no pros-cênico. Ao fundo, uma parede com seis colunas dóricas ajudava na acústica, tida como excelente. É tido como o primeiro teatro construído em pedra.